# A Mormon Maid
A Mormon Maid (o The Mormon Maid) è un film muto del 1917 diretto da Robert Z. Leonard. La storia originale di Paul West aveva come titolo The Deliverance. Il film, che originariamente era lungo otto rulli, venne in seguito tagliato per raggiungere la durata di cinque rulli.

## Trama
John Hogue, sua moglie e la loro figlia Dora vengono attaccati dagli indiani ma vengono salvati da alcuni mormoni che li prendono con loro portandoli nella comunità. Lì, Dora si innamora di Tom Rigdon, un giovane che si è convertito da poco, ma Darius Burr complotta per attirare tra gli adepti anche Hogue, il padre di Dora, al fine di riuscire a sposarne la figlia. Così informa la giovane che suo padre sarà costretto a prendersi una seconda moglie se lei non sposerà lui. Ignorando che la cerimonia di nozze di suo padre è già avvenuta, Dora accetta di sacrificarsi ma, prima di sposarsi, svela alla setta di non essere più vergine. La cosa non è vera ma, secondo la legge dei mormoni, viene considerata impura e non degna di essere la moglie di qualcuno. Intanto, in casa giunge la seconda moglie di Hogue e quando questa arriva, la madre di Dora si uccide. Hogue, Dora e Tom vengono fatti prigionieri dagli Avenging Angels, una banda di miliziani mormoni mascherati. Abbandonato nel deserto dagli Angels, Hogue riesce a tornare indietro in tempo per salvare la figlia da Burr e, con Tom, padre e figlia riescono a fuggire dalla comunità.

## Produzione
Il film fu prodotto dalla Jesse L. Lasky Feature Play Company.

## Distribuzione
Il copyright del film, richiesto dalla Friedman Enterprises, Inc., fu registrato il 12 febbraio 1917 con il numero LP10177.
Distribuito dalla Paramount Pictures, il film - presentato da Jesse L. Lasky - uscì nelle sale cinematografiche statunitensi il 22 aprile 1917. In Giappone, venne distribuito il 18 giugno 1920.
Copia completa della pellicola si trova conservata negli archivi della Library of Congress di Washington e in quelli dell'UCLA Film And Television Archive di Los Angeles.
La pellicola, digitalizzate e masterizzata, è stata distribuita in DVD. Nel 2016, è stata distribuita anche dall'Alpha Video in un DVD che comprendeva un altro film interpretato da Mae Murray nel 1924, Mademoiselle Midnight.